# نظرية قانونية نسوية
تستند النظرية القانونية النسوية، المعروفة أيضًا باسم الفقه القانوني النسوي، إلى الاعتقاد أن القانون كان أساسيًا في التبعية التاريخية للمرأة، وأن مشروع النظرية القانونية النسوية ذو شقين. أولًا، يسعى الفقه القانوني النسوي إلى شرح الطرق التي لعب بها القانون دورًا في الحالة التبعية السابقة للمرأة. ثانيًا، إن النظرية القانونية النسوية مكرسة لتغيير وضع المرأة، من خلال إعادة صياغة القانون ونهجه تجاه النوع الاجتماعي.
هو نقد للقانون الأمريكي، أُنشئ لتغيير الطريقة التي عوملت بها النساء، وكيفية تطبيق القضاة للقانون لإبقاء النساء في نفس الموضع الذي كنّ فيه منذ سنوات. نظرت النساء اللاتي يعملن في هذا المجال إلى القانون، على أنه يضع النساء في مكانة أقل من الرجال في المجتمع، بناء على الافتراضات الجندرية، واعتمد القضاة على هذه الافتراضات لاتخاذ قراراتهم.
نشأت هذه الحركة في الستينيات والسبعينيات بهدف تحقيق المساواة للمرأة، من خلال تحدي القوانين التي تميز على أساس الجنس. كان من الضروري إفساح المجال للنساء، ليكنّ سادة أنفسهن، من خلال الاستقلال المالي والقدرة على إيجاد وظائف حقيقية لم تكن متاحة لهن من قبل، بسبب التمييز في التوظيف. يسعى منظرو القانون النسويون اليوم، لتوسيع نطاق عملهم إلى ما هو أبعد من التمييز العلني، من خلال استخدام مجموعة متنوعة من النُهج، لفهم ومعالجة كيفية إسهام القانون في اللامساواة بين الجنسين.

## لمحة تاريخية
كان أول استخدام معروف لمصطلح الفقه القانوني النسوي، في أواخر السبعينيات من قبل آن سكالز، أثناء عملية التخطيط للاحتفال 25، وهو حفل ومؤتمر عقد في عام 1978 للاحتفال بالذكرى السنوية الخامسة والعشرين، لأول امرأة تخرجت من كلية الحقوق في جامعة هارفارد.  نُشر المصطلح لأول مرة في عام 1978، في العدد الأول من مجلة قانون المرأة في جامعة هارفارد. طُور هذا النقد النسوي للقانون الأمريكي، كرد فعل على حقيقة أن النظام القانوني كان أبويًا، ويحدد الأولويات على أساس النوع الاجتماعي.
أسست مارثا فاينمان مشروع النظرية النسوية والقانونية، في كلية الحقوق في جامعة ويسكونسن في عام 1984، لاستكشاف العلاقات بين النظرية والممارسة والقانون، والذي كان له دور أساسي في تطوير النظرية القانونية النسوية.
وُضع أساس النظرية القانونية النسوية، من قبل النساء اللاتي تحدين القوانين المعمول بها، لإبقاء النساء في أماكنها في المنزل. كانت القوة الدافعة لهذه الحركة الجديدة هي حاجة النساء ليكنّ مستقلات ماليًا.
ركزت النساء العاملات في القانون على هذه الفكرة، وبدأن العمل على تحقيق الحرية الإنجابية، ووقف التمييز بين الجنسين في القانون والأيدي العاملة، ووقف السماح بالإيذاء الجنسي.

## النُهج الرئيسية
تتضمن بعض نُهج الفقه القانوني النسوي:
- نموذج المساواة الليبرالية.
- نموذج الاختلاف الجنسي.
- نموذج السيطرة.
- نموذج معاداة الأصولية.
- نموذج ما بعد الحداثة.

يوفر كل نموذج رؤية واضحة للآليات القانونية التي تساهم في تبعية المرأة، ويقدم كل منها طريقة مختلفة لتغيير النُهج القانونية تجاه النوع الاجتماعي.

### نموذج المساواة الليبرالية
يعمل نموذج المساواة الليبرالية ضمن إطار النموذج القانوني الليبرالي، ويتبنى عمومًا القيم الليبرالية والنهج القائم على الحقوق تجاه القانون، على الرغم من أنه يتعارض مع كيفية عمل الإطار الليبرالي في الممارسة العملية.
يركز هذا النموذج على ضمان أن تُمنح المرأة المساواة الحقيقية بغض النظر عن العرق، والتوجه الجنسي، والنوع الاجتماعي، على عكس المساواة الاسمية التي غالبًا ما تُمنح لها في الإطار الليبرالي التقليدي، ويسعى إلى تحقيق ذلك إما عن طريق تطبيق أكثر شمولًا للقيم الليبرالية على تجارب النساء، أو تغيير الفئات الليبرالية لمراعاة النوع الاجتماعي. على سبيل المثال، عندما تُقدم المساعدة القانونية للنساء السود فقط، عندما تكون القضايا مرفوعة ضد عرقهن أو نوعهن الاجتماعي.

### نموذج الاختلاف الجنسي
يشدد نموذج الاختلاف على خطورة التمييز بين الجنسين، ويرى أن هذا التمييز لا ينبغي أن يغفله القانون، ويجب أن يأخذه في عين الاعتبار. يمكن أن يوفر القانون سبل انتصاف مناسبة لوضع المرأة، فقط من خلال مراعاة الاختلافات، والتي تختلف في الواقع عن السبل الخاصة بالرجل. يشير نموذج الاختلاف إلى أن الاختلافات بين النساء والرجال، تضع أحد الجنسين في موقف ضعيف، لذلك يجب أن يعادل القانون بين النساء والرجال على تبايناتهم وفوارق ضعفهم. قد تكون هذه الاختلافات بين النساء والرجال، بيولوجية أو مصطنعة ثقافيًا.
يتعارض نموذج الاختلاف بشكل مباشر مع نموذج التماثل، الذي يتبنى التأكيد على وجوب تماثل النساء مع الرجال. بالنسبة إلى التماثل النسوي، فإن استخدام اختلافات المرأة، في محاولة لكسب المزيد من الحقوق أمر غير فعال، لتحقيق هذه الغاية، وتؤكد المواقع على خصائص النساء ذاتها، التي أبعدتهن تاريخيًا عن تحقيق المساواة مع الرجال.
نموذج السيطرة
يرفض نموذج السيطرة، النسوية الليبرالية، وينظر إلى النظام القانوني كآلية لإدامة سيطرة الذكور. يرفض منظرو السيطرة نموذج الاختلاف، لأنه يستخدم الرجال كمعيار للمساواة. بينما يهدف نموذج المساواة الليبرالية ونظرية الاختلاف، إلى تحقيق المساواة بين النساء والرجال، فإن الهدف النهائي لنموذج السيطرة، هو تحرير النساء من الرجال.

### نموذج معاداة الأصولية
أُنشئت النظرية القانونية المناهضة للأصولية، من قبل النساء ذوات البشرة الملونة والمثليات في الثمانينات من القرن الماضي، اللاتي شعرن أن النظرية القانونية النسوية تستبعد وجهات نظرهن وخبراتهن. اعترضت انتقادات النسويات المناهضة للأصولية والمتقاطعة جوانبيًا، على فكرة أنه يمكن أن يكون هناك أي صوت عالمي للمرأة، وانتقدت النسويات، كما فعلت النسوية السوداء، لإسناد عملها ضمنيًا إلى تجارب النساء المغايرات جنسيًا، والبيضاوات، من الطبقة المتوسطة. كان الهدف من المشروع المعادي للأصولية والمتعدد الجوانب، هو استكشاف الطرق التي يتفاعل فيها العرق، والطبقة، والتوجه الجنسي، وغيرها من محاور التبعية مع النوع الاجتماعي، والكشف عن الافتراضات الضمنية المؤذية التي غالبًا ما استخدمت في النظرية النسوية.

### نموذج ما بعد الحداثة
يرفض منظرو ما بعد الحداثة القانونيون النسويون، فكرة المساواة الليبرالية القائلة إن النساء مثل الرجال، وفكرة نظرية الاختلاف بأن المرأة مختلفة بطبيعتها عن الرجل. هذا لأنهم لا يؤمنون بالحقائق الفردية، ويرون بدلًا من ذلك، أن الحقائق متعددة وتستند إلى الخبرة والمنظور. يستخدم النسويون من معسكر ما بعد الحداثة، أسلوبًا يُعرف باسم «التفكيك»، إذ ينظرون إلى القوانين بحثًا عن تحيزات مخفية ضمنها. يستخدم نسويو ما بعد الحداثة التفكيك، لإثبات أن القوانين يجب أن تكون قابلة للتغيير، إذ أنشأها أشخاص منحازون، وبالتالي قد تسهم في اضطهاد الإناث.

## باحثون بارزون
- كاثرين ماكينون
- ماري ماتسودا
- كيمبريلي وليامز كرينشو